# Pomnik konny Ludwika XIII
Pomnik konny Ludwika XIII (fr. Statue équestre de Louis XIII | wymowa fr.: [staty ekɛstʀ də lwi tʀɛz]) – marmurowy pomnik przedstawiający króla Francji Ludwika XIII na koniu. Pomnik znajduje się w Paryżu pośrodku skweru Ludwika XIII (Place des Vosges). Monument został wybudowany w 1816 r. przez Charles’a Dupaty, dokończony później w 1821 r. przez Jeana-Pierre’a Corcot. W 1825 r. pomnik ustawiono na środku Placu Wogezów zastępując zniszczony podczas Rewolucji Francuskiej oryginalny posąg z brązu odsłonięty w 1639 r. z inicjatywy kardynała Armande’a Jeana Richelieu.